# 2. česká národní hokejová liga 1989/1990
2. česká národní hokejová liga 1989/1990 byla 13. ročníkem jedné ze skupin československé třetí nejvyšší hokejové soutěže, druhou nejvyšší samostatnou v rámci České socialistické republiky (od 6. března České republiky).

## Systém soutěže
24 týmů bylo rozděleno do tří osmičlenných regionálních skupin. Ve skupinách se všech 8 klubů utkalo čtyřkolově každý s každým (celkem 28 kol). Vítězové všech tří skupin postoupily do finálové skupiny, ve které se utkaly dvoukolově každý s každým (celkem 4 kola). Vzhledem k rozšíření dalšího ročníku 1. ČNHL postoupily všechny tři týmy.
Týmy z druhých míst každé skupiny se utkaly v kvalifikaci o případný postup do 1. ČNHL, ve které se utkaly dvoukolově každý s každým (celkem 4 kola). Postup z kvalifikace o 1. ČNHL byl závislý na počtu postupujících českých týmů
z prolínací soutěže o federální ligu. Jelikož z prolínací soutěže postoupily pouze dva české týmy, tak z této kvalifikace nepostoupil nikdo.
Z důvodu rozšíření počtu účastníků z 2. ČNHL nikdo nesestoupil.

## Základní část

### Skupina A
| Poř. | Tým                    | Z  | V  | R | P  | VB  | OB  | B  |
| ---- | ---------------------- | -- | -- | - | -- | --- | --- | -- |
| 1.   | TJ Baník Sokolov       | 28 | 20 | 5 | 3  | 174 | 64  | 45 |
| 2.   | VTJ Příbram            | 28 | 18 | 5 | 5  | 139 | 69  | 41 |
| 3.   | VTJ Klatovy            | 28 | 14 | 3 | 11 | 132 | 127 | 31 |
| 4.   | TJ Vodní stavby Tábor  | 28 | 11 | 6 | 11 | 121 | 124 | 28 |
| 5.   | TJ VTŽ Chomutov        | 28 | 11 | 4 | 13 | 108 | 129 | 26 |
| 6.   | TJ Uhelné sklady Praha | 28 | 9  | 3 | 16 | 96  | 120 | 21 |
| 7.   | TJ Škoda Rokycany      | 28 | 10 | 1 | 17 | 99  | 139 | 21 |
| 8.   | TJ Slovan NV Louny     | 28 | 5  | 1 | 22 | 75  | 172 | 11 |

### Skupina B
| Poř. | Tým                          | Z  | V  | R | P  | VB  | OB  | B  |
| ---- | ---------------------------- | -- | -- | - | -- | --- | --- | -- |
| 1.   | VTJ Racek Pardubice          | 28 | 16 | 4 | 8  | 120 | 81  | 36 |
| 2.   | TJ Stadion PS Liberec        | 28 | 15 | 6 | 7  | 135 | 105 | 36 |
| 3.   | TJ Tesla Kolín               | 28 | 16 | 1 | 11 | 128 | 128 | 33 |
| 4.   | VTJ Mělník                   | 28 | 15 | 2 | 11 | 120 | 100 | 32 |
| 5.   | TJ Slovan NV Ústí nad Labem  | 28 | 13 | 2 | 13 | 121 | 128 | 28 |
| 6.   | VTJ Litoměřice               | 28 | 11 | 5 | 12 | 128 | 97  | 27 |
| 7.   | TJ DP I. ČLTK Praha          | 28 | 7  | 4 | 17 | 104 | 148 | 18 |
| 8.   | TJ Karbo Benátky nad Jizerou | 28 | 6  | 2 | 20 | 86  | 155 | 14 |

### Skupina C
| Poř. | Tým                           | Z  | V  | R | P  | VB  | OB  | B  |
| ---- | ----------------------------- | -- | -- | - | -- | --- | --- | -- |
| 1.   | TJ Baník Hodonín              | 28 | 20 | 4 | 4  | 147 | 89  | 44 |
| 2.   | TJ Lokomotiva Meochema Přerov | 28 | 21 | 2 | 5  | 118 | 65  | 44 |
| 3.   | VTJ VVŠ PV Vyškov             | 28 | 18 | 1 | 9  | 129 | 100 | 37 |
| 4.   | TJ Zbrojovka MEZ Vsetín       | 28 | 14 | 3 | 11 | 121 | 114 | 31 |
| 5.   | TJ AZ Havířov                 | 28 | 11 | 3 | 14 | 113 | 120 | 25 |
| 6.   | TJ Třebíč                     | 28 | 9  | 2 | 17 | 88  | 123 | 20 |
| 7.   | TJ Tatra Kopřivnice           | 28 | 6  | 2 | 20 | 92  | 139 | 14 |
| 8.   | TJ Žďas Žďár nad Sázavou      | 28 | 4  | 1 | 23 | 86  | 144 | 9  |

Vzhledem k rozšíření soutěže pro následující ročník nikdo nesestoupil. Do dalšího ročníku přímo postoupily vítězové všech krajských přeborů, tj. TJ Konstruktiva Praha, TJ Lokomotiva Beroun, TJ Slovan Jindřichův Hradec, TJ Slavia Karlovy Vary, TJ Baník Most, TJ Náchod, TJ Slezan Frýdek-Místek a TJ Prostějov.
Obdobně jako u 2. ČNHL i v krajských přeborech týmy z druhých míst hrály o případný postup do 2. ČNHL. Ze stejných důvodů nakonec nikdo z této kvalifikace nepostoupil.

## Finále
| Poř. | Tým                 | Z | V | R | P | VB | OB | B |
| ---- | ------------------- | - | - | - | - | -- | -- | - |
| 1.   | TJ Baník Sokolov    | 4 | 3 | 0 | 1 | 16 | 14 | 6 |
| 2.   | TJ Baník Hodonín    | 4 | 2 | 0 | 2 | 17 | 12 | 4 |
| 3.   | VTJ Racek Pardubice | 4 | 1 | 0 | 3 | 11 | 18 | 2 |

Týmy TJ Baník Sokolov, TJ Baník Hodonín a VTJ Racek Pardubice postoupily do dalšího ročníku 1. ČNHL. Vzhledem k rozšíření počtu účastníků příštího ročníku je nahradil jediný sestupující TJ ZVVZ Milevsko.

## Kvalifikace o případný postup do 1. ČNHL
| Poř. | Tým                           | Z | V | R | P | VB | OB | B |
| ---- | ----------------------------- | - | - | - | - | -- | -- | - |
| 1.   | TJ Lokomotiva Meochema Přerov | 4 | 2 | 1 | 1 | 22 | 15 | 5 |
| 2.   | VTJ Příbram                   | 4 | 2 | 0 | 2 | 13 | 16 | 4 |
| 3.   | TJ Stadion PS Liberec         | 4 | 1 | 1 | 2 | 19 | 23 | 3 |

Postup z kvalifikace o 1. ČNHL byl závislý na počtu postupujících českých týmů
z prolínací soutěže o federální ligu. Jelikož z prolínací soutěže postoupily pouze dva české týmy, tak z této kvalifikace nepostoupil nikdo.